# Donhead St Andrew
Donhead St Andrew – wieś w Anglii, w hrabstwie Wiltshire, położona nad rzeką Nadder. Leży 24 km na zachód od miasta Salisbury i 149 km na zachód od Londynu.